# Maria Assunta Pallotta
La bienheureuse Maria Assunta Pallotta, née à Force (Italie) le 20 août 1878 et morte à Tong-Eul-Keou (Chine) le 7 avril 1905, est une religieuse italienne de la congrégation des Franciscaines missionnaires de Marie, béatifiée par Pie XII, le 7 novembre 1954.

## Biographie
Assunta Maria Pallotta naît dans une famille modeste des Marches et fréquente l'école élémentaire tout en aidant sa famille. Elle fait sa première communion à douze ans, puis aide à la catéchèse, ce qui éveille sa vocation, malgré la réticence de sa famille au début. Elle travaille chez un tailleur. 

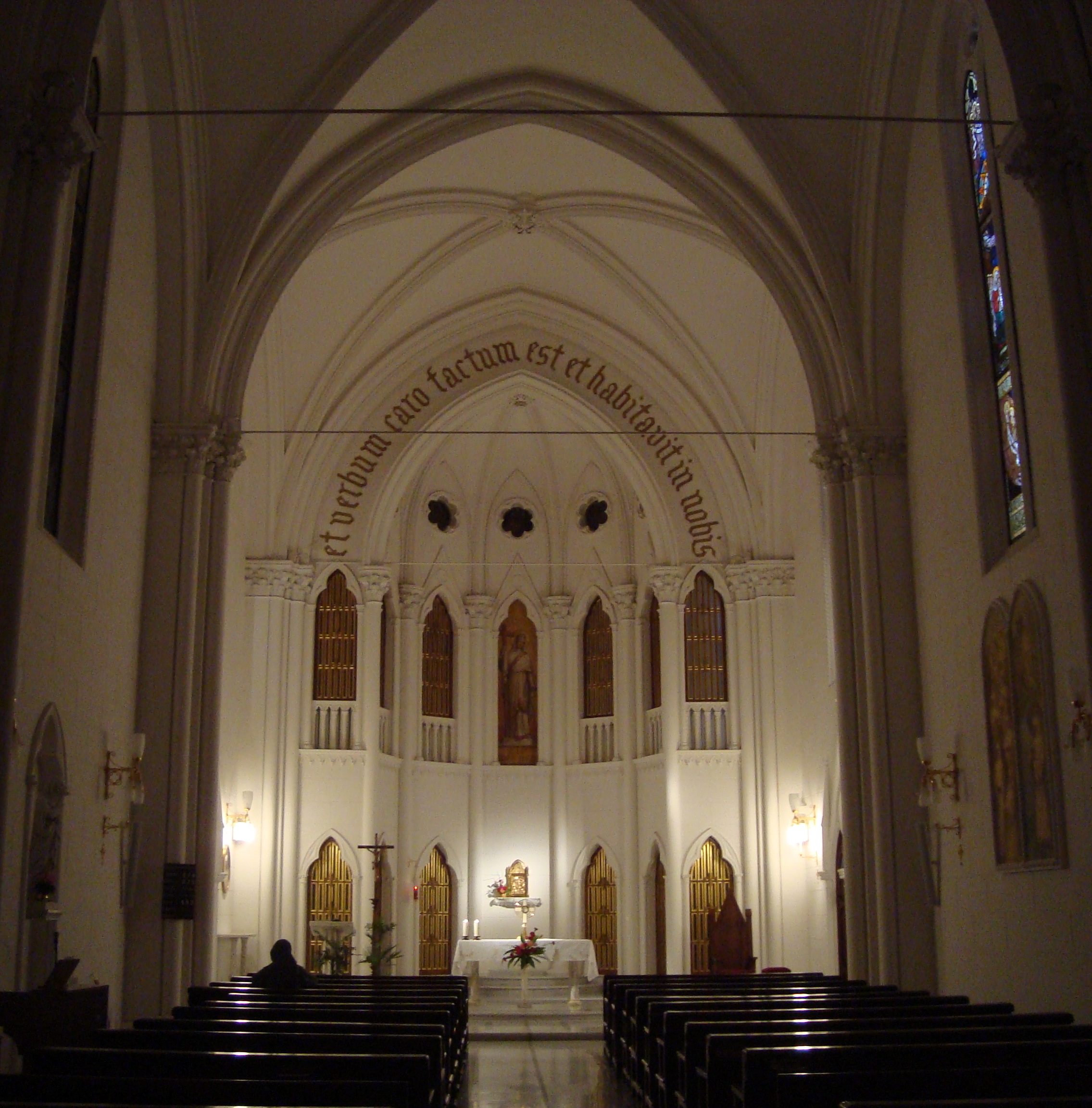
Intérieur de la chapelle Sainte-Hélène aujourd'hui.

En 1897, l'évêque du lieu obtient de Rome la permission pour elle d'entrer chez les Franciscaines missionnaires de Marie et elle entre au pré-noviciat de Rome en 1898. Elle accepte les tâches les plus petites avec humilité et toujours dans la joie. Elle poursuit ensuite en suivant son noviciat à Grottaferrata sous le nom de Marie de l'Assomption. Elle prononce ses vœux en la chapelle Sainte-Hélène de la congrégation à Rome, le 8 décembre 1900, fête de la Nativité de Marie. 
En novembre 1902, elle est affectée à la maison du Saint-Nom-de-Jésus de Florence en attendant de partir pour la Chine chez les missionnaires franciscains italiens qui avaient fondé des orphelinats et des écoles. C'est à Florence qu'elle prononce ses vœux perpétuels, le 13 février 1904. Elle désire ardemment se rendre dans cette mission de Chine dans le Shanxi, province qui avait été durement éprouvée pendant la rébellion des Boxers (1899-1900), et où sept religieuses de sa congrégation avaient été décapitées, le 9 juillet 1900. Elle embarque de Naples, le 19 mars 1904.
« Notre bonne sœur Marie de l'Assomption [...] a peu vécu parmi nous et n'a pas fait de bruit autour d'elle à la mission. [...] Elle était attentive à servir, toujours charitable envers tous [...] et aurait volontiers offert sa vie pour le salut de tant d'âmes [...] ». Elle était cependant dans un état de tourment spirituel, car elle voulait souvent demander pardon pour ses manquements à la règle et contre ses supérieures, qu'en réalité elle n'avait pas commis. 
Dans les derniers mois de sa vie, elle éprouva un renouveau spirituel fervent : « elle sentait qu'elle ne vivait plus qu'en Dieu... ». « Elle avait appris des prières en chinois qu'elle répétait continuellement avec une petite orpheline indigène, sa compagne de travail... ». Une épidémie de typhus éclata en 1905 qui frappa certaines sœurs. Dans les Annales des Franciscaines missionnaires de Marie de 1905, l'on peut lire un récit de ces faits dans des lettres envoyées par la supérieure de la maison de Toung-Eul-Keou, Mère Marie-Symphorienne du Sacré-Cœur, à la supérieure générale de la congrégation.
Le 19 mars, anniversaire de son départ pour les missions, sœur Marie de l'Assomption tombe malade elle aussi, et meurt le 7 avril suivant. Les Chinois l'appellent la « sainte au parfum », car il émane d'elle une odeur suave. La reconnaissance de son corps est ordonnée en 1913 que l'on trouve bien conservé et non corrompu. L'enquête commence cette même année et se termine en 1921. Elle est proclamée bienheureuse par Pie XII, le 7 novembre 1954.

## Source
- (it) Cet article est partiellement ou en totalité issu de l’article de Wikipédia en italien intitulé « Maria Assunta Pallotta » (voir la liste des auteurs).

### Articles liés
- Franciscaines missionnaires de Marie
- 120 martyrs de Chine